# Опсонин
Опсонины (от греч. ὀψόνω — приготовляю в пищу) — антитела и факторы комплемента, усиливающие фагоцитоз. Опсонинами могут быть любые вещества, способствующие связыванию бактерий и корпускулярных антигенов фагоцитами и последующему фагоцитозу. Опсонинами, в частности, являются антитела (IgA, IgG), лектин, связывающий маннозу, и промежуточные продукты активации комплемента (C3b, C4b, iC3b). Их эффект опсонизации объясняется наличием на поверхности мононуклеарных фагоцитов специальных рецепторов к Fc-фрагменту IgG и рецепторов к C3b. Кроме того, способность к опсонизации имеют C-реактивный белок, фибронектин и др.